# I. Merititesz
I. Merititesz ókori egyiptomi királyné a IV. dinasztia idején; Hufu fáraó egyik felesége, Kawab trónörökös herceg és II. Hotepheresz királyné anyja. Fia, Kawab kápolnájában említik. Lehetséges, hogy az ő gyermekei voltak Dzsedefhór herceg, II. Mereszanh királyné és II. Merititesz hercegnő is.
Feltételezések szerint a GIa jelű piramis – a Hufu piramisától keletre lévő három kis piramis közül a legészakibb – az ő nyugvóhelyének épült, de Auguste Mariette a 19. században leírt egy mészkő álajtót, mely egy Merititesz nevű nő masztabájából került elő. A rajta szereplő szöveg: „A király hitvese, Hórusz kegyeltje, Merititesz, a Két Úrnő kedvence által szeretett, kinek minden szava parancs. A Sznofru kegyében álló, Hufu kegyében álló, Hórusznak elkötelezett, Hafré által nagy becsben tartott Merititesz. Amennyiben ez a személy azonos a Kawab anyjaként említett Merititesszel, nem temethették a Hufu idejében épült GIa piramisba, mert a felirat szerint Sznofru, Hufu és Hafré idejében is élt, és ha a masztaba lett volna a korábbi sírja, amit otthagyott a nagyobb piramis kedvéért, nem említhették volna ott Hafré nevét. Dr. Mark Lehner szerint a GIa sír Hufu anyja, I. Hotepheresz sírja, és Merititeszé a GIb jelű.
Címei: A jogar úrnője, Hufué (wr.t-ḥts n.t ḫwfw), A jogar úrnője, Sznofrué (wr.t-ḥts n.t snfrw), A király szeretett felesége (ḥm.t-nỉswt mrỉỉt=f), A Két Úrnő szeretettjének hitvese (zm3.t mrỉỉ-nb.tỉ), Hórusz segítője (ḫt-ḥrw). Nevének jelentése: „apja által kedvelt” vagy "akit apja szeret")[forrás?]